# Galumnopsis longisetus
Galumnopsis longisetus är en kvalsterart som beskrevs av Sandór Mahunka 1983. Galumnopsis longisetus ingår i släktet Galumnopsis och familjen Galumnellidae. Inga underarter finns listade i Catalogue of Life.